# 愛内里菜&三枝夕夏
愛内里菜&三枝夕夏（あいうちりなアンドさえぐさゆうか）は、日本の歌手・愛内里菜と三枝夕夏によるコラボレーションユニットである。

## 来歴
- 2006年4月頃結成。「100もの扉」 でデビュー。
- メンバーは、愛内里菜・三枝夕夏 IN dbとしても『名探偵コナン』の主題歌を数多く担当している（詳しくは名探偵コナン (アニメ)#主題歌を参照）。
- 2007年に公開された映画『名探偵コナン 紺碧の棺』で主題歌「七つの海を渡る風のように」を担当した。以降、活動の目処は立っていない。
- 2010年1月に三枝夕夏 IN dbが解散、同時に三枝が歌手活動から引退。同年12月をもって愛内も歌手活動から引退したため、当ユニットも連動する形で活動終了となった。

## ディスコグラフィ

### シングル
|     | 発売日        | タイトル                 | 規格   | 規格品番                | オリコン |
| --- | ------------- | ------------------------ | ------ | ----------------------- | -------- |
| 1st | 2006年6月14日 | 100もの扉                | CD+DVD | GZCA-4070（初回限定盤） | 8位      |
| 1st | 2006年6月14日 | 100もの扉                | CD     | GZCA-4071（通常盤）     | 8位      |
| 2nd | 2007年4月11日 | 七つの海を渡る風のように | CD     | GZCA-4092（初回限定盤） | 6位      |
| 2nd | 2007年4月11日 | 七つの海を渡る風のように | CD     | GZCA-4093（通常盤）     | 6位      |

### 参加作品
| タイトル                                                   | 規格 | 備考                                                                      | 収録曲                   |
| ---------------------------------------------------------- | ---- | ------------------------------------------------------------------------- | ------------------------ |
| U-ka saegusa IN db III                                     | CD   | 2006年9月20日に発売された三枝夕夏 IN dbの3rdアルバム。                    | 100もの扉                |
| 里菜祭り2006                                               | DVD  | 2006年11月1日に発売された愛内里菜の9th映像作品。                          | 100もの扉                |
| 里菜祭り2006                                               | DVD  | 2006年11月1日に発売された愛内里菜の9th映像作品。                          | 謎                       |
| THE BEST OF DETECTIVE CONAN 3 〜名探偵コナン テーマ曲集3〜 | CD   | 2008年8月6日に発売された「名探偵コナン」のテーマ曲集第3弾。               | 100もの扉                |
| THE BEST OF DETECTIVE CONAN 3 〜名探偵コナン テーマ曲集3〜 | CD   | 2008年8月6日に発売された「名探偵コナン」のテーマ曲集第3弾。               | 七つの海を渡る風のように |
| 劇場版 名探偵コナン 主題歌集 〜“20”All Songs〜             | CD   | 2017年3月22日に発売された「名探偵コナン」の映画公開20作目記念オムニバス。 | 七つの海を渡る風のように |

## 主な活動

### TV
- NHK POP JAM DX. 2006年6月5日放送
- EX ミュージックステーション 2006年6月16日放送
- CX HEY!HEY!HEY! MUSIC CHAMP 2006年6月26日放送
- NTV 音楽戦士 MUSIC FIGHTER 2006年7月7日放送
- NTV 音楽戦士 MUSIC FIGHTER 2007年4月6日放送
- TXN PVTV 2007年4月12日放送
- NHK MUSIC JAPAN 2007年4月13日放送
- CX めざましどようび 2007年4月14日放送
- CX HEY!HEY!HEY! MUSIC CHAMP 2007年4月23日放送

### 舞台挨拶
- 2007年4月14日、大阪・御堂会館で催された映画完成披露試写会にて

### ライブ
- 2008年8月30日、よみうりテレビ主催の「名探偵コナン夏祭り　～夢の初ライブ～」にて愛内里菜の出演時に三枝夕夏がゲスト出演し「七つの海を渡る風のように」を披露した。